# Северная Уньга

Северная Уньга — река в России, протекает в Кемеровской области. Сливаясь с Южной Уньгой образует реку Уньга в 25 км от её устья. Длина реки составляет 72 км.

## Притоки
- 1 км: Тамбовка
- 8 км: Смотрик
- 19 км: Маручак
- 49 км: Таловка

## Данные водного реестра
По данным государственного водного реестра России относится к Верхнеобскому бассейновому округу, водохозяйственный участок реки — Томь от города Новокузнецк до города Кемерово, речной подбассейн реки — Томь. Речной бассейн реки — (Верхняя) Обь до впадения Иртыша.